# Cratere Khensu
Khensu è un cratere sulla superficie di Ganimede.